# Poschła
Poschła es un pueblo de Polonia, en Mazovia. Se encuentra en el distrito (Gmina) de Parysów, perteneciente al condado (Powiat) de Garwolin. Se encuentra aproximadamente a 6 km al oeste de Parysów, 9 km al norte de Garwolin, y a 50 km al sureste de Varsovia. 
Entre 1975 y 1998 perteneció al voivodato de Siedlce.